# Eden (Luna Sea)
Eden è il terzo album dei Luna Sea ad essere pubblicato da un'etichetta discografica major, la Universal, nel 1993.

## Tracce
1. Jesus (testo: Ryuichi / musica: J)
2. Believe (testo: Ryuichi / musica: Sugizo)
3. Rejuvenescence(testo: Ryuichi / musica: Inoran)
4. Recall (testo: Ryuichi / musica: Inoran)
5. Anubis (testo: Ryuichi / musica: Sugizo)
6. Lastly (testo: Ryuichi / musica: Inoran)
7. In my dream (with shiver) (testo: Ryuichi / musica: J)
8. Steal (testo: Ryuichi / musica: Sugizo)
9. Lamentable (testo: Ryuichi / musica: Inoran)
10. Providence (testo: Ryuichi / musica: Sugizo)
11. Stay (testo: Ryuichi / musica: J)